# Kritika religije
Kritika religije općenio označava kritiku ili odbacivanje koncepcije, sustava vrijednosti ili prakticiranja religije. 
Prvi tragovi joj se mogu naći još u Starom vijeku da bi kroz vijekove pojavljivala u raznim oblicima, a među najnovije spada tzv. Novi ateizam. Kritičari religiju smatraju štetnom za pojedinca i za društvo u cjelini, smatrajući da podstiče iracionalno ponašanje te ohrabruje nasilje i terorizam.